# Mar de Wadden
El mar de Wadden (Wattenmeer en alemany, Waddenzee en neerlandès, Waadsee en frisó, Wattensee en baix alemany i Vadehavet en danès) és un mar situat entre les illes Frisones i el mar del Nord per un cantó i les costes neerlandesa, alemanya i danesa per l'altre. Es troba inscrit a la llista del Patrimoni de la Humanitat de la UNESCO des del 2009.

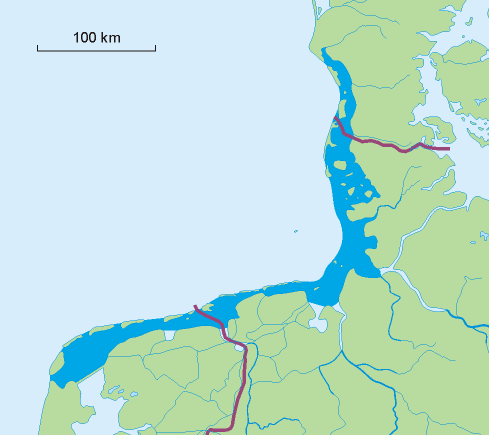
Mar de Wadden

Format per planes mareals, és molt poc profund, i durant la baixamar consisteix en grans planes sorrenques interrompudes per priels o canals de drenatge naturals que evacuen l'aigua a marea baixa però s'omplen en sentit contrari a marea alta. De fet, és possible travessar-lo a peu, des del continent a les illes o viceversa, però sense guia i taula de marees és una operació força arriscada. S'hi donen també corrents llargs i a marea alta les elevacions s'encerclen per mar abans d'inundar-se completament.
La consistència de la sorra és molt específica i més aviat fangosa. Els hiverns solen ser freds i amb molt de vent, i és curiós com la mar es congela a causa de la poca profunditat de l'aigua. Fa uns 450 quilòmetres de llarg i entre 5 i 30 d'ample, amb una superfície d'uns 10.000 km².